# 중국의 관광
중국의 관광은 중화인민공화국의 개혁개방 이후 크게 성장하고 있다. 1974년까지 외국인의 중국 여행은 통제되었다. 덩샤오핑이 외화를 벌기 위해 외국인 관광객을 불러오기로 결정하면서 중국의 관광산업이 성장하기 시작했다. 지금은 중국의 경제성장에 따라 중국인의 국외여행 시장이나 외국인의 중국여행 모두 크게 성장중이다.

## 관광지

### 동북지역
하얼빈: 하얼빈역-중국 헤이룽중국장성 하얼빈시 시내 중심에 위치해 있으며, 1899년에 개업한 중국 국철의 철도역이며 중국철도하얼빈그룹 관할이다. 빙설제-매년 1월5일~2월 말까지 열린다.

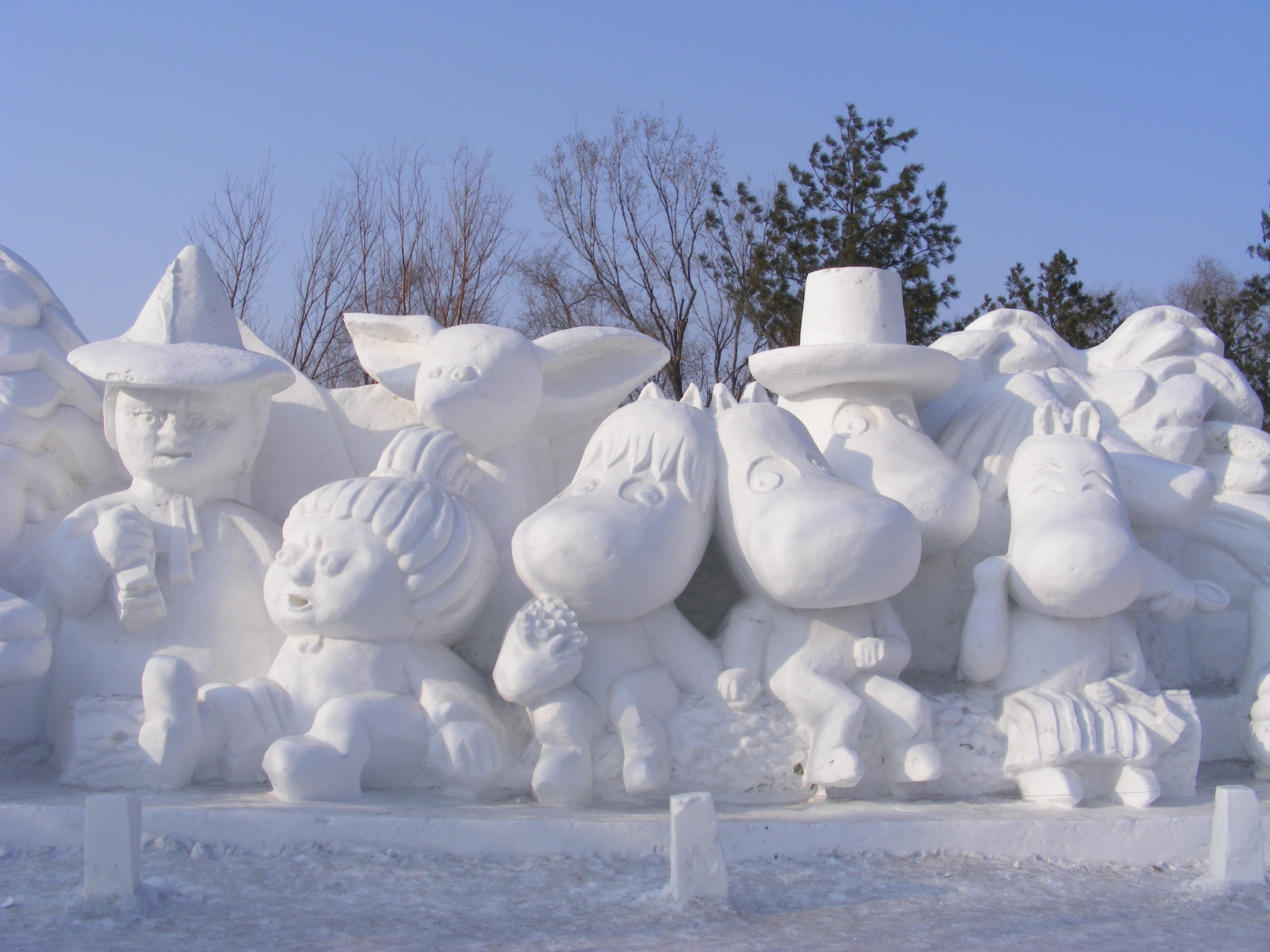
Moomen in Snew, Harbin International Ice and Snow Sculpture Festival (3238489838)

선양: 고궁-선양고궁은 중국 랴오닝 성(遼寧省) 선양시(瀋陽市) 시내에 있는 궁궐입니다. 야시장- 아시아 최대의 야시장이다.
장춘: 위황궁-만주국 황제의 궁전이었던 건물로 시내안에 위치해 있는 청나라 마지막 황제 부의가 만주국 위황제로 있을때 황궁입니다.

### 화동지역
칭다오, 상하이, 항저우, 푸저우,난창, 허페이
칭다오: 잔교-1891년 열강의 침입에 위협을 느낀 청나라가 해군의 화물접안기지로 건설한 다리입니다. 영빈관-1897년 독일이 청도를 침범한 뒤 총독부 건물로 건축한 건물로 유럽느낌이 난다.
상하이: 상하이 복숭아 꽃 축제-매년 3월 하순~4월 상순 1991년부터 이어온 복숭아 꽃 축제이다. 상하이 국제 영화제: 2024년 기준 6월14일~23일 매년 6월에 열리는 동아시아 최대 영화제이다.
항저우: 서호-항저우에서만 연결되어 있던 해만이였지만 토사가 막히게 되면서 호수가 된 것이다. 뇌봉탑-10세기 후반에 세워진 탑으로 오랜기간 훼손되어 있었다.
푸저우: 핑탄섬-중국의 몰디브로 지금은 대만 통일을 위한 전진기지로 개발되고 있다.
난창: 텅왕거(등왕각)-당나라때 65푸저우-핑탄섬:3년 땅에 봉해진 이원영의 도락에 의해서 지어졌다. 추수광장- 음악분수를 하고 있다 또한 등광쇼를 하고 있다.
허페이: 싼허구전(삼하고전)-2,500년된 역사를 지니고 있는 마을로 푸른 벽돌로 쌓아 올려진 것이 특징이다. 포공원-송나라의 뛰어난 대신인 포증의 탄생 1000주년을 기념하기 만들어진 공원이다.

### 화남지역
광저우, 난닝, 하이커우
광저우: 천자츠/진가사-광동성에서 손에 꼽히는 재력가이자 권력가였던 천씨 집안의 선가족 사당이자 조상을 모시는 사당이다. 사몐(사면)-대에는 무역을 관리하는 기관이 있었고, 청 말기 아편전쟁 때는 방어기지로 사용되었던 곳이다.
난닝: 칭시우산용강(옹강)-강변에 위치한 칭시우산은 칭산(청산), 펑황링(봉황령)등 여러 개의 산으로 이어집니다.
하이커우: 치러우라오제(기루로가)-19세기말에 신축된 남양스타일의 테라스 양식의 빌딩이 줄지어 있으며 유럽풍과 아시아풍이 어우러진 도시 풍경을 가지고 있다. 테디베어뮤지엄-2012년에 개장한 테디베어 주제로 한 박물관입니다.

### 서남지역
청두: 무후사-무후사는 원래 제갈량을 모시는 사당이다. 칭청산(청성산)-짙푸른 수목으로 사계절 모두 푸르며 수많은 봉우리로 둘러싸여 있어 마치 성곽과도 같아 칭청산(青城山, 청성산)이라는 명칭이 생겨났다.
쿤밍: 석림-하늘을 찌를 듯 솟아오른 기암괴석들이 크고 작은 숲을 이룬 중국 4대 자연경관 중 하나이다.
구이양: 칭옌구전-푸른 돌을 써서 지었다고 하여 청암이란 이름이 붙었다. 백악관-새하얀 외관과 서양식 건축 양식 때문이다. 다만 크기에 있어서 만큼은 미국에 있는 백악관을 압도한다.
중국서북지역: 우루무치, 시안, 란저우
우루무치: 천산대협곡-정가르 분지와 타림 분지의 자연 지리적 경계이자 신장 지리의 독특한 표시입니다. 난산무창-목초지에 점점이 흩어져 있는 유목민의 이동식 가옥인 파오는 한가하면서도 이국적인 풍취를 자아낸다.
시안: 시안성벽(서안성장)-수나라 이후에 도성에서 쌓았던 성벽으로 명나라 이후에 보수해 지금까지 오고 있다. 종루-중국에서 가장 크고 장 보존된 종루이다 또한 북을 쳐 시간을 알리기도 한다. 

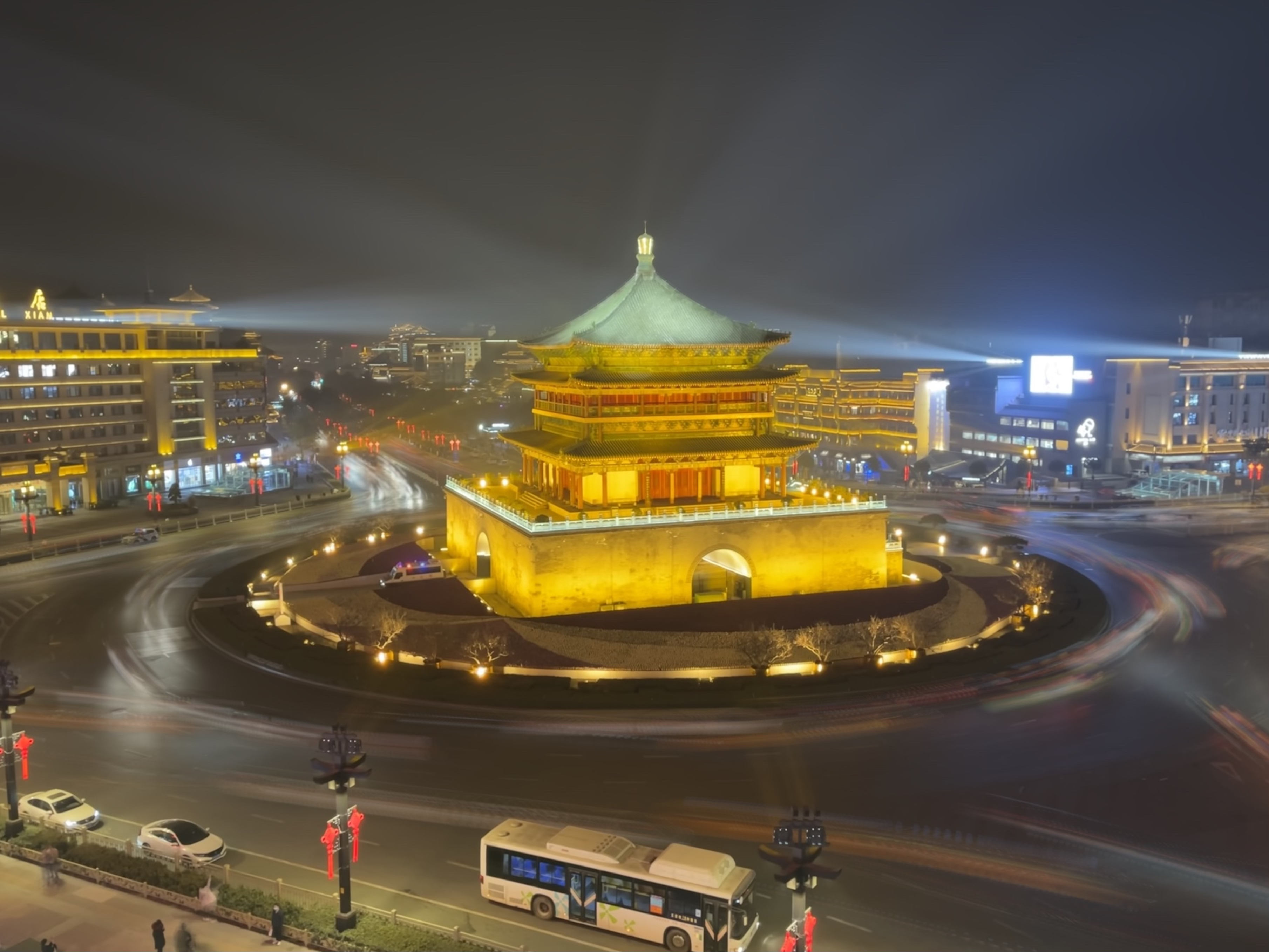
Xi'an Bell Tower in 202012

란저우: 황허모친상(황하모친조소)-조각상은 어머니와 남자아이로 구성되어 있으며 중화민족의 부단한 성장이라는 뜻을 가지고 있다.

### 화북지역
후허하오터: 대소사-몽골어로 이크샤오로 큰 사찰이라는 의미를 가지고 있고 청나라이후 개칭되었다. 석력도소-1585년 세워진 라마교사원으로 화려한 외관이 특징이다.
타이위안: 산시성 박물관-5000년 중국의 역사를 느낄 수 있는 박물관으로 중국다운 박물관이다.
베이징: 자금성-명나라시기 건축되었으며,1924년 선통제가 쫓겨날 때까지 명.청나라의 24명의 황제가 이곳에서 통치를 하였습니다.

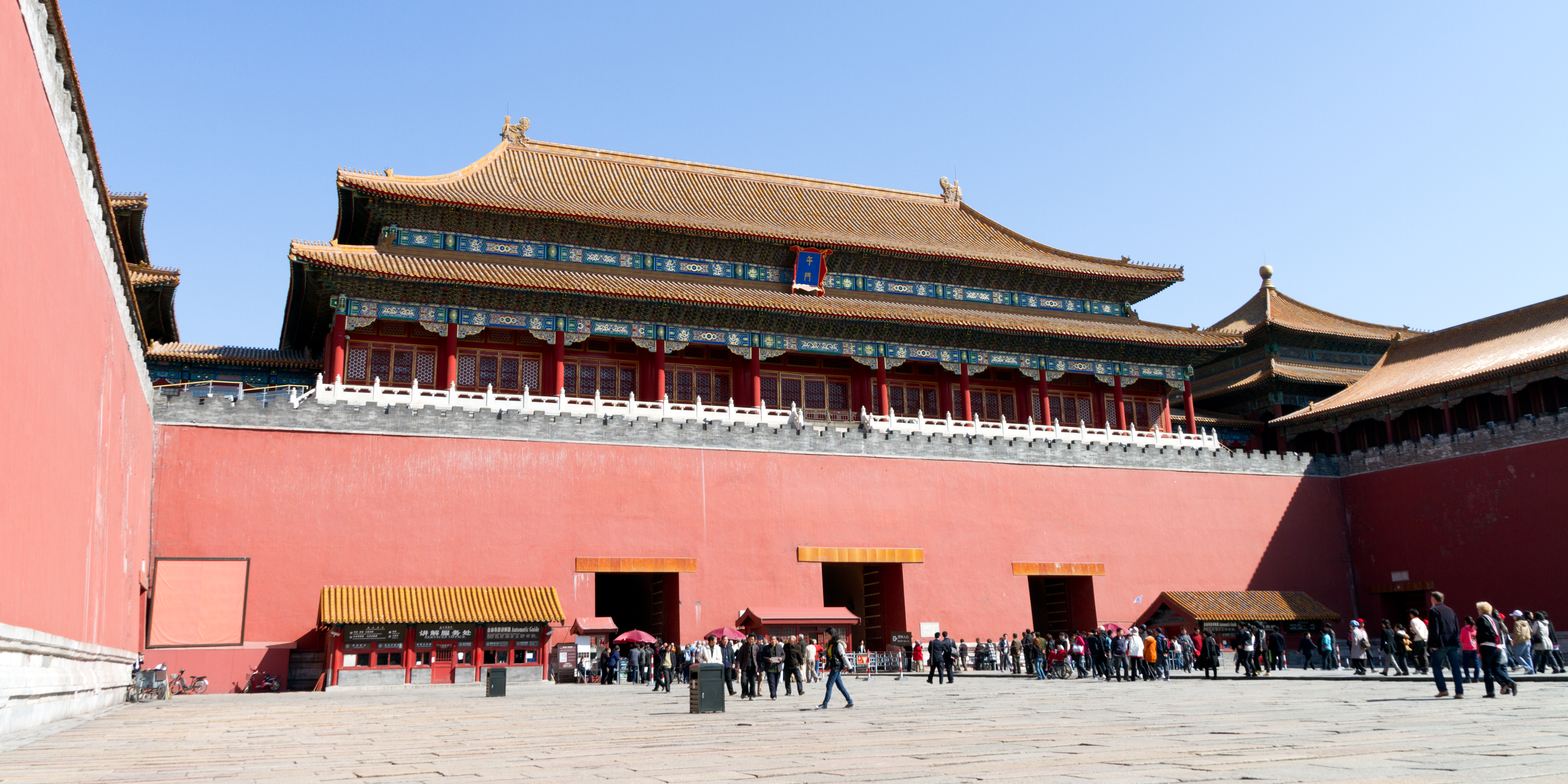
Meridian Gate (Forbidden City) 2010 April

이화원-북궁이라고도 불린다. 청나라 제4대 황제때 완성된 궁이다.
출처내용(다음-서울경제-(오현환 논설위원님)-2022.08.01,미디어파인(이상원기지님)-2023.09.04,나무위키(역사부분)